# Toute la peine du monde
Toute la Peine du Monde est un épisode en deux parties terminant la saison 6 de la série télévisée Buffy contre les vampires.

## Résumé

### Partie I
Après avoir assisté à la mort de Warren, tué par Dark Willow, Buffy, Alex et Anya courent dans la forêt. Buffy pense que sa meilleure amie va désormais s'en prendre à Jonathan et Andrew, prisonniers au commissariat de police de Sunnydale. Anya se téléporte alors jusqu'à eux pour les prévenir. En rejoignant la voiture d'Alex, ils découvrent qu'elle a été sabotée par Dark Willow et est hors d'état de marche. Buffy se met alors à courir en laissant Alex derrière elle.  
Pendant ce temps, dans les cellules du commissariat, Andrew et Jonathan se disputent, car le premier est persuadé que Warren va venir les délivrer, contrairement au second. Les deux complices commencent à se battre jusqu'à l'arrivée d'Anya, qui leur apprend ce qu'il s'est passé. Elle tente de convaincre le gardien de les libérer, mais son interlocuteur reste sceptique. Sur ces entrefaites, Dark Willow se téléporte devant le bâtiment et commence à en démolir la façade tout en mettant hors d'état de nuire les policiers qui essayent de l'arrêter. Mais lorsqu'elle arrive à atteindre les cellules, elle ne découvre qu'Anya, qu'elle met K.O avant d'hurler de rage. Jonathan et Andrew ont réussi à s'enfuir grâce à Buffy et Alex : la première a ouvert un passage en tordant les barreaux de leur cellule et le second a trouvé une voiture. Ils sont malheureusement poursuivis par la sorcière qui utilise ses pouvoirs magiques pour contrôler un semi-remorque. Heureusement, l'énergie magique de Dark Willow diminue et le groupe parvient à s'échapper. 
Dans la crypte de Spike, Clément essaye de distraire Dawn, mais la jeune fille n'aspire qu'à aller aider sa sœur. Les deux se mettent finalement en quête de la cachette de Rack, malgré la peur du démon de tomber sur le sorcier, car elle est persuadée que Willow va s'y rendre et espère la ramener à la raison. Parallèlement, en Afrique, dans la caverne du démon, Spike commence son épreuve qui consiste à remporter un duel à mort contre un homme aux mains enflammées.  
À Sunnydale, Buffy, Alex, Jonathan et Andrew s'abritent avec Anya dans la boutique de magie. Elle leur montre à cette occasion un livre que Dark Willow n'a pas absorbé, et dont les formules, une fois traduites, pourraient les aider à protéger la boutique et affaiblir suffisamment leur amie, jusqu'à ce que Buffy puisse la raisonner. La Tueuse et Alex savent quant à eux que leur amie va devoir trouver un moyen de recharger son énergie. En effet, la sorcière se rend chez Rack pour se régénérer et le tue en aspirant toute sa magie et son énergie vitale. Cet afflux d'énergie maléfique la rend plus mauvaise et plus puissante. Clément et Dawn trouvent, à ce moment-là, la cachette du sorcier et la jeune fille tombe sur la corps de Rack et sur Dark Willow qui la menace de prendre son énergie jusqu'à l'arrivée de Buffy. 
À la boutique, Andrew essaye de pousser Jonathan à quitter Sunnydale, car il ne croit pas que Buffy et ses amis pourront les protéger de la sorcière et est persuadé que si elle sera vaincue, ils seront livrés à la police. Son complice refuse catégoriquement et propose même son aide à Anya pour la traduction, sans succès. Anya, elle, se dispute avec Alex, les deux n'étant pas d'accord sur ce que Dark Willow fera et sur ce qu'ils devront faire lorsqu'elle arrivera. Anya reproche également à Alex de l'avoir abandonnée à l'autel et son ex-fiancé exprime sa frustration devant son inutilité. De son côté, Spike remporte son combat avant d'apprendre que ce n'était que la première étape de son épreuve.
Après que Buffy ait tenté sans succès de raisonner son amie, Dark Willow les téléporte toutes les trois jusqu'à la boutique. Elle tente de tuer les deux garçons et constate qu'ils sont protégés par de puissantes formules magiques (sans voir qu'elles sont jetées par Anya, caché dans un recoin de la boutique). Alex prend la fuite avec Dawn, Jonathan et Andrew, et alors qu'Andes menace de s'en prendre à Alex s'il ne les laisse pas quitter la ville, Jonathan menace à son tour son ancien complice, se rangeant du côté d'Alex. Pendant ce temps, Buffy combat seule son amie, qui neutralise finalement Anya après avoir découvert sa présence. Pouvant désormais utiliser à nouveau tous ses pouvoirs, elle prend le dessus sur Buffy. Alors qu'elle était sur le point de l'exécuter, elle est repoussée au dernier moment par Giles, investi de pouvoirs magiques.

### Partie II
Désormais doté de grands pouvoirs, Giles arrive à neutraliser Dark Willow dans un anneau magique, sauvant ainsi Anya et Buffy. Il discute avec Buffy et lui explique qu'une puissante confrérie de sorcières a senti l'émergence d'une puissance maléfique à Sunnydale. Ayant appris la mort de Tara et deviné qu'il s'agissait de Willow, elles ont investi Giles de leurs pouvoirs et l'ont téléporté jusqu'ici. La Tueuse raconte à son Observateur tout ce qui s'est passé depuis son départ, et le ridicule des situations évoquées entraine chez eux un fou rire. Giles s'excuse de les avoir abandonnés, mais Buffy rétorque que son absence lui a permis de grandir, et qu'elle s'est en partie libéré de la confusion ressentie à la suite de sa résurrection. Alors qu'ils discutent de la marche à suivre et de l'avenir de Willow une fois que ses pouvoirs auront disparus, ils sont interrompus par la sorcière qui est parvenue à communiquer avec Anya par télépathie et s'est servie de ses pouvoirs pour l'amener à la libérer.
Pendant ce temps, Alex tente d'emmener Dawn, Jonathan et Andrew en sécurité. Malheureusement, il n'a aucun plan en tête, et il se dispute avec Dawn, qui lui reproche de trop se morfondre sur son incapacité à aider les autres et de ne pas aller se battre avec Buffy, contrairement à ce que Spike ferait. Le jeune homme rétorque en lui apprenant que le vampire a tenté de violer Buffy. Pendant ce temps, Spike continue d'affronter les épreuves du démon, mais s'affaiblit de plus en plus. 
A la boutique, le combat entre Giles et Dark Willow fait des ravages et l'Observateur est en difficulté. Alors que Buffy s'interpose, Dark Willow envoie une boule de feu poursuivre Andrew et Jonathan, et annonce qu'elle les réduira en cendres eux et les personnes les protégeant. La Tueuse quitte alors la boutique pour empêcher que la boule de feu atteigne sa cible. Trop puissante, Dark Willow vainc Giles, non sans lui avoir reproché ses leçons de morales passées. Elle aspire son énergie magique, obtenant ainsi une puissance jamais égalée et se connectant à toute l'humanité. Mais ne pouvant supporter de ressentir d'un seul coup toutes les souffrances de l'humanité, elle quitte la boutique, déterminée à détruire le monde. 
Au cimetière, Alex tente d'ouvrir un caveau où cacher les autres, mais ils sont rattrapés par la boule de feu. Buffy parvient à les rejoindre juste à temps pour leur éviter d'être tués. L'impact ouvre un gouffre dans lequel tombent les deux sœurs, désormais coincées dans une galerie souterraine profonde. Alex étant assommé, Andrew et Jonathan en profitent pour fuir vers le Mexique. A la boutique, Anya, ayant repris ses esprits, retrouve Giles, qui affirme être désormais connecté à Dark Willow.  
Au petit matin, Buffy et Dawn sont toujours coincés dans la galerie. Les deux sœurs se disputent, Dawn reprochant à Buffy de l'avoir envoyé chez Spike malgré ce qu'il a essayé de lui faire et de sans cesse vouloir la protéger du monde. Quand Alex se réveille, Buffy lui demande d'aller chercher une corde pour les faire sortir. Anya se téléporte alors vers elles et les informe que Dark Willow est à la recherche d'un vieux temple satanique à l'effigie de Proserpexa, une puissante démone, situé dans une autre partie de la ville. Elle compte se servir du temple pour aspirer l'énergie vitale de la planète et la réduire en cendres. Elle ajoute ensuite que, selon Giles, aucune force surnaturelle ne peut l'arrêter. Elle retourne ensuite auprès de l'Observateur, car ne veut pas le laisser seul.  
Dark Willow, persuadée qu'elle est la seule à pouvoir mettre fin aux malheurs du monde, sent que Buffy veut toujours s'opposer à elle. Elle envoie des monstres dans le tunnel où se trouvent la Tueuse et sa sœur cadette. Ces dernières sont obligées de les combattre, et Buffy, dépassée, accepte de laisser Dawn l'épauler, et est impressionnée par ses qualités de combattante. Alex, de son côté, décide de rejoindre Dark Willow. Avec l'évocation de leurs souvenirs d'enfance, il réussit à l'émouvoir et lui dit sans cesse qu'il l'aime au fur et à mesure qu'il s'approche d'elle, alors même que la sorcière le repousse et le blesse à plusieurs reprises. Willow perd peu à peu ses pouvoirs, finit par s'effondrer en pleurs dans les bras de son ami d'enfance et redevient enfin elle-même, ce qui détruit les monstres dans la galerie de Buffy et Dawn. À la boutique, Giles explique à Anya que les pouvoirs que Willow lui a volés étaient l'essence même de la magie et avaient pour but de faire renaître en elle des sentiments humains. Grâce à cela, Alex a pu sauver le monde.  
Dans leur galerie, Buffy comprend qu'elle doit faire découvrir le monde à sa sœur plutôt que de l'en protéger et a retrouvé l'envie de vivre. Elles sortent ensuite des tunnels. Willow pleure la mort de Tara dans les bras d'Alex, Anya aide Giles à se relever et sortir de la boutique presque détruite et Jonathan et Andrew font route vers le Mexique. À l'air libre, les deux sœurs se promènent et contemplent le soleil haut dans le ciel. Pendant ce temps, un Spike très affaibli a triomphé des épreuves du démon et exige en récompense ce qu'il venu chercher. Le démon tient sa parole et accepte de rendre au vampire son âme.

## Production
Dès la fin de la saison précédente, les scénaristes savaient que Willow serait le méchant de la fin de la saison 6, qu'elle affronterait Giles dans un duel de magie, et que ce serait finalement Alex qui sauverait le monde. David Fury voulait aussi que Buffy combatte le dragon qui était apparu du portail dimensionnel à la fin de l'épisode L'Apocalypse mais cela n'a pas été possible pour des raisons de budget.